# Парінірвана

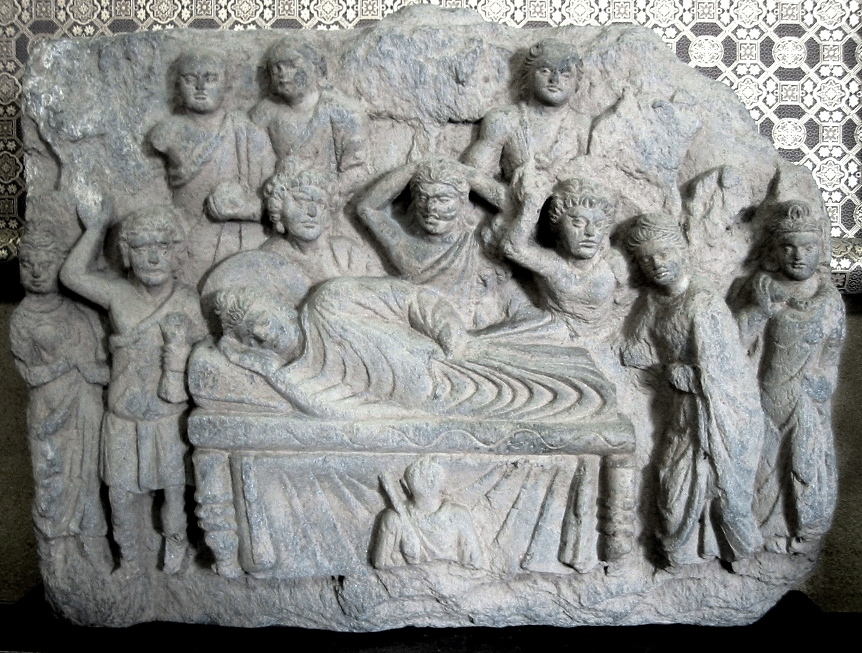
Смерть будди Гаутами або Мага-парінірвана (Гандгара, 2—3 століття).

Парінірвана — абсолютне небуття, нескінченний спокій, остаточна нірвана в буддизмі. Настає після фізичної смерті будди або аргата, що досяг просвітлення. Полягає в остаточному визволенні з колеса перероджень та руйнуванні усіх фізичних та розумових скандг. Інший термін — Мага-парінірвана — Велика остаточна нірвана. Зазвичай позначає фізичну смерть будди Гаутами.

## Назва
| санск. | परिनिर्वाण | Parinirvāṇa | Парінірвана |
| палі.  | परिनिर्वाण | Parinibbāṇa | Парініббана |
| кит.   | 般涅槃 | bōnièpán    | Бонєпань    |
| яп.    | 般涅槃 | はつねはん  | Хацунехан   |